# Simon Kuipers
Simon Petrus Kuipers (Haarlem, 9 augustus 1982) is een Nederlands voormalig langebaanschaatser.
Kuipers' favoriete afstanden waren met name 1000 en 1500 meter. Hij was lid van IJsclub Nova Zembla Spaarndam en schaatste in zijn carrière onder meer voor Control en TVM. Kuipers studeerde MBO Transport en Logistiek. Af en toe schreef Kuipers ook een column voor Sp!ts.

## Schaatscarrière
Kuipers won op 3 december 2005 de 1500 meter tijdens wereldbekerwedstrijden in Heerenveen. Het was zijn eerste wereldbekerzege. Tijdens de Nederlandse kampioenschappen per afstand eind december 2005, raakte Kuipers na de eerste omloop van de 500 meter geblesseerd. Ondanks dat hij de afstand verrassend won, maakte hij zich niet op voor de tweede omloop. Ook kon hij niet deelnemen aan de 1000 meter en de 1500 meter. Hiermee slonken zijn kansen om aan de Olympische Winterspelen 2006 in Turijn mee te doen enorm. Dankzij een supernominatie op de 1500 meter kon hij zich in januari 2006 via een skate-off met Rhian Ket echter alsnog kwalificeren. In Turijn kwam hij op de 500 meter niet verder dan een 23e plaats, maar op de 1500 meter werd hij met een prima vierde plaats de beste Nederlander.

### Seizoen 2007-2008
Het schaatseizoen 2007-2008 begint zoals altijd met de NK Afstanden, dit keer gehouden in Thialf, Heerenveen.
Voor Kuipers verloopt het weekend zeer goed. Op de 500 meter wordt hij tweede achter kampioen Jan Smeekens, maar voor Erben Wennemars. Zowel op de 1000 als 1500 meter wordt Kuipers Nederlands kampioen.
De 1500 meter wint hij met een voorsprong van ruim een seconde op de nummer twee Wennemars in 1.45,80, ook internationaal gezien een zeer acceptabele tijd, zeker op een laaglandbaan.
Kuipers is erg blij met deze start van het seizoen, aangezien vorig seizoen voor hem nogal een rampjaar was.
Hij blesseerde zich toen, ook in het eerste schaatsweekend van het seizoen, aan zijn lies en bleef het hele verdere jaar een beetje sukkelen met deze en andere blessures.
In Calgary reed Kuipers op de 1500 meter een dik persoonlijk record van 1.42,37 en bleef hij slechts vijf honderdste achter op het duo wereldrecord van Davis en Wennemars. Voor Kuipers was het zijn tweede WB-overwinning ooit. Twee jaar daarvoor greep de Spaarndammer ook al een WB-zege op de 1500 meter.
Tijdens het NK Sprint 2008 werd hij vierde waarmee hij zich verzekerde van deelname aan het WK Sprint in Thialf vanwege zijn beschermde status. Daar werd hij de beste Nederlander met - wederom - een vierde plek.
Doordat hij na de wereldbeker in Baselga, waar hij tweede werd, eerste in het tussenklassement van de 1500 meter stond, verzekerde hij zich voor deelname aan het WK afstanden in Nagano. Echter, voor de ploegenachtervolging werd hij door Wopke de Vegt niet geselecteerd. Bij het viertal schaatsers die daar wel voor zijn aangewezen zit ook Erben Wennemars en die heeft zich daar niet voor hoeven plaatsen, wat Kuipers extra steekt.
In 2009 won Kuipers een bronzen medaille op het WK sprint. Op 29 december 2009, tijdens de derde dag van het OKT, kwam Kuipers (samen met Mark Tuitert) opnieuw in beeld voor de ploegenachtervolging toen bleek dat Wennemars zich niet had weten te plaatsen voor de Olympische Winterspelen. Samen met Tuitert, Kramer en Blokhuijsen won hij brons op dit onderdeel terwijl hij individueel eindigde op een zesde plaats op de 1000, een zevende plaats op de 1500 en een twintigste plaats op de 500 meter.

### De laatste jaren
Vanaf seizoen 2010/2011 schaatste Kuipers namens TVM. Op het NK afstanden 2011 begon Simon Kuipers met een diskwalificatie op de 500 meter als gevolg van een valse start. De dagen daarna herstelde hij zich door Nederlands kampioen te worden op de 1000 en 1500 meter en zich op die afstanden uiteraard ook te plaatsen voor de wereldbeker.
Bij het NK Afstanden 2012 eindigde Kuipers teleurstellend buiten de top 10 op de 1000 en 1500 meter. Volgens Kuipers zou hij later in het seizoen de vorm krijgen, maar in december liet hij weten nog niet om de prijzen te kunnen schaatsen. Hij zegde af voor het NK Sprint en een paar dagen later liet hij weten afscheid te nemen van TVM en op zoek te gaan naar een andere schaatsploeg, maar al in maart zette hij een streep onder zijn carrière.

### Schaatscoach
Eind maart 2015 keerde Kuipers terug in de schaatssport als assistent-trainer bij het Gewest Fryslân. Vanaf seizoen 2017/2018 wordt hij coach bij iSkate en is hij bij zowel Team Plantina en Team AfterPay betrokken. Sinds 2018/2019 is Kuipers hoofdcoach van de Thialf Academy waar hij onder meer de Belgische Sandrine Tas en de zusjes Stien en Fran Vanhoutte onder zijn hoede heeft.

## Privéleven
Kuipers heeft in 2010 korte tijd een relatie gehad met schaatsster Christine Nesbitt. Hij trouwde in augustus 2012 met zijn vriendin Karli die gebarentolk is en samen hebben zij een dochter en een zoon.

## Records

### Persoonlijke records
| Afstand      | Tijd     | Datum            | Baan      |
| ------------ | -------- | ---------------- | --------- |
| 500 meter    | 34,78    | 16 november 2007 | Calgary   |
| 1000 meter   | 1.07,39  | 18 november 2007 | Calgary   |
| 1500 meter   | 1.42,37  | 16 november 2007 | Calgary   |
| 3000 meter   | 3.42,42  | 14 maart 2007    | Calgary   |
| 5000 meter   | 6.21,57  | 15 maart 2007    | Calgary   |
| 10.000 meter | 14.56,67 | 27 januari 2002  | Groningen |

#### Wereldrecords laaglandbaan (officieus)
| Nr. | Afstand    | Tijd    | Datum           | Baan       |
| --- | ---------- | ------- | --------------- | ---------- |
| 1.  | 1500 meter | 1.45,39 | 3 december 2005 | Heerenveen |
| 2.  | 1500 meter | 1.44,74 | 26 januari 2008 | Hamar      |

## Resultaten
| Jaar | NK Afstanden                 | NK Sprint | NK Allround | WK Sprint | WK Afstanden                | Olympische Spelen                             | Wereldbeker                                           | WK Junioren |
| ---- | ---------------------------- | --------- | ----------- | --------- | --------------------------- | --------------------------------------------- | ----------------------------------------------------- | ----------- |
| 2001 |                              |           |             |           |                             |                                               |                                                       | 10e         |
| 2002 | 18e 500m                     |           | 8e          |           |                             |                                               |                                                       |             |
| 2003 | 11e 500m 9e 1000m 9e 1500m   | 8e        |             |           |                             |                                               |                                                       |             |
| 2004 | 8e 500m 5e 1000m 9e 1500m    | 4e        |             | 17e       |                             |                                               | 39e 500m 23e 1000m                                    |             |
| 2005 | 5e 500m · 1000m · 1500m      | 5e        |             |           | 21e 1500m                   |                                               | 27e 500m 11e 1000m 6e 1500m                           |             |
| 2006 | NS2 500m                     |           |             |           |                             | 23e 500m 4e 1500m                             | 31e 500m 41e 1000m 6e 1500m                           |             |
| 2007 | 18e 500m · 4e 1000m · 1500m  | 6e        |             |           | 11e 1000m 8e 1500m          |                                               | 19e 1000m 7e 1500m                                    |             |
| 2008 | 500m · 1000m · 1500m         | 4e        |             | 4e        | 15e 500m 7e 1000m 5e 1500m  |                                               | 20e 100m · 13e 500m · 4e 1000m · 1500m                |             |
| 2009 | 500m · 4e 1000m · 1500m      | 5e        |             | Brons     | 16e 500m 6e 1000m           |                                               | 19e 100m 12e 500m 4e 1000m 11e 1500m 7e achtervolging |             |
| 2010 | 6e 500m · 1000m · 8e 1500m   | NS2 500m  |             |           |                             | 20e 500m · 6e 1000m · 7e 1500 · achtervolging | 27e 500m 4e 1000m 32e 1500m                           |             |
| 2011 | DQ2 500m · 1000m · 1500m     | NS1 1000m |             |           | 17e 500m 6e 1000m 11e 1500m |                                               | 21e 500m 4e 1000m 6e 1500m                            |             |
| 2012 | 11e 500m 12e 1000m 13e 1500m |           |             |           |                             |                                               |                                                       |             |

### Medaillespiegel
| Kampioenschap | Goud | Zilver | Brons |
| ------------- | ---- | ------ | ----- |
| NK Afstanden  | 4    | 4      | 3     |
| WK Sprint     | 0    | 0      | 1     |
| Wereldbeker   | 0    | 1      | 0     |